# Singularity (datorspel)
Singularity är ett spel utvecklat av Raven Software publiceras av Activision och kom ut till Windows, Xbox 360 och Playstation 3. Singularity är Raven Software andra titel baserat på Epic Games Unreal Engine 3. Titeln tillkännagavs på Activisions E3 2008 presskonferens.